# Герб Гусинки
Герб Гуси́нки — один з офіційних символів села Гусинка, Куп'янський район Харківської області, затверджений рішенням сесії Гусинської сільської ради. Герб є промовистим.

## Опис
Щит розтятий срібним хвилястим перев'язом зліва на лазурове й червоне поля. У центрі — золотий гусак.
Лазурове поле — символ величі й краси тутешнього краю, червоний — мужність і хоробрість. Перев'яз — символ річки Гусинки та багатьох ставків, які оточують село. Фігура гусака — нагадування про назву села.